# Jákfalva
Jákfalva is een plaats (község) en gemeente in het Hongaarse comitaat Borsod-Abaúj-Zemplén. Jákfalva telt 465 inwoners (2001).